# Liste der denkmalgeschützten Objekte in Altenfelden
Die Liste der denkmalgeschützten Objekte in Altenfelden enthält die denkmalgeschützten, unbeweglichen Objekte der Gemeinde Altenfelden in Oberösterreich (Bezirk Rohrbach).

## Denkmäler
| Foto |                 | Denkmal                                                                          | Standort                                           | Beschreibung | Metadaten |
| ---- | --------------- | -------------------------------------------------------------------------------- | -------------------------------------------------- | --- | --- |
| ja   | Datei hochladen | Anlage Wallfahrtskirche Maria Pötsch HERIS-ID: 112438 Objekt-ID: 130625seit 2015 | Oberfeuchtenbach Standort KG: Langhalsen           | Die Wallfahrtskapelle Maria Poetsch wurde zwischen 1873 und 1875 an der Stelle eines Vorgängerbaus im historistischen Stil errichtet. | BDA-Hist.: Q16321123 Status: Bescheid Stand der BDA-Liste: 2025-06-30 Name: Anlage Wallfahrtskirche Maria Pötsch GstNr.: 1189/3, 1189/14, 2203/4, .54/1 Maria Poetsch |
| ja   | Datei hochladen | Kath. Pfarrkirche hl. Sixtus HERIS-ID: 17542 Objekt-ID: 13826                    | Marktplatz Standort KG: Altenfelden                | Die Altenfeldener Pfarrkirche geht auf einen älteren Vorgängerbau zurück, wobei das heutige Langhaus spätestens im 14. Jahrhundert errichtet wurde. Die Kapellen wurden im 14. bzw. 15. Jahrhundert erbaut, der Chor erhielt seine Form am Anfang des 15. Jahrhunderts. Ende des 15. Jahrhunderts erfolgte der spätgotische Umbau des Langhauses. Der um 1685 barockisierte Chor beherbergt einen 1859 geschaffenen Hochaltar, der ein wichtiges, frühistoristisches Beispiel gotisierender Altararchitektur darstellt. Das Mittelbild zeigt Papst Sixtus II. | BDA-Hist.: Q24449200 Status: § 2a Stand der BDA-Liste: 2025-06-30 Name: Kath. Pfarrkirche hl. Sixtus GstNr.: 395 Saint Sixtus church in Altenfelden                   |
| ja   | Datei hochladen | Kriegerdenkmal HERIS-ID: 17532 Objekt-ID: 13815                                  | Marktplatz 5, in der Nähe Standort KG: Altenfelden | Das Kriegerdenkmal liegt nordöstlich der Pfarrkirche und entstand Anfang der 1920er Jahre. Das von der Familie List finanzierte, pavillonartige Denkmal besteht aus sechs dorischen Säulen aus dem Schloss Langhalsen und im Inneren aus einem gestuften Sockel mit Stahlhelm. | BDA-Hist.: Q37840127 Status: § 2a Stand der BDA-Liste: 2025-06-30 Name: Kriegerdenkmal GstNr.: 395 Kriegerdenkmal Altenfelden                                         |